# 章六全
章六全（1100年前后）又称章公祖师、六全祖师、章公六全祖师，法名普照 ，原名章七三，號六全，福建省大田县僧人，圆寂之后肉身不腐，被佛教信徒供奉于福建省大田县吴山乡阳春村林氏宗祠普照堂的大殿中，1995年农历十月底，章六全肉身像遭到文物贩子偷走，一度下落不明。

## 生平
北宋元佑年间农历十月初五，章六全圆寂，肉身不腐。明朝万历年间重塑金身法相。此后，章六全肉身像一直供奉于福建省大田县吴山乡阳春村林氏宗祠普照堂大殿中。1995年农历十月底，章六全肉身像遭到不法分子偷走，从此踪迹全无。

## 佛像流转事件
2015年3月3日，匈牙利自然科学博物馆举办木乃伊展览，与章六全肉身像类似的佛像展出，其坐垫上写有繁体漢字“本堂普照”、“章公六全祖师”、“重塑祖师宝像装饰一新”、“流传后代”等文字。大田县民众得知之后，向上级文物部门反映情况，请求追讨遗失文物。国家文物局表示根据相关的国际公约，启动追讨程序。佛像持有者荷兰建筑师奥斯卡·范奥维利姆表示，如果证据充足，他将归还佛像。5月初，奥斯卡·范奥维利姆表示有意向将佛像捐给阳春村附近的大型佛教寺院，他本人将获得一个匿名基金会的资金补偿。
当地时间2017年7月14日，在阿姆斯特丹地区法院举行了首场法庭听证会，控辩双方就佛像性质，控方的法律主体身份等问题进行了辩论，奥斯卡·范奥维利姆宣称佛像已经与匿名第三方进行交换，并以保障第三方为由拒绝公开交换协议的信息，控方则要求公开交换协议信息并认为该交换为阻碍佛像合法追讨而要求宣布交换非法且无效。2018年12月12日，荷兰法院作出判决，驳回有关中国福建村民向荷兰藏家追讨章公祖师肉身坐佛像的起诉，理由是不清楚中国的村民委员会是否有权提起法律诉求。

## 法院判决
2020年12月4日，福建省三明市中级人民法院对“章公祖师”肉身坐佛像追索案宣判，判令被告人奥斯卡·范奥维利姆在判决生效之日起30天内向原告福建省大田县吴山乡阳春村民委员会、东埔村民委员会返还案涉“章公祖师”肉身坐佛像。2022年7月18日，福建省高级人民法院在二审判决一审判决。但至今，章公祖师像仍流失海外，未能回归中国。